# X光散射技术

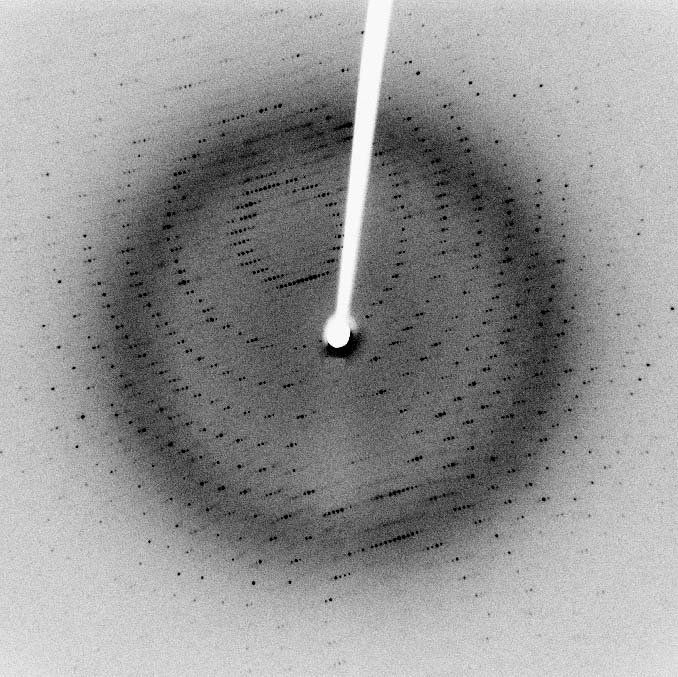
这幅图所显示的是晶体的X光衍射花样，所用晶体为一蛋白质晶体。图中的每一个黑点反映为一个衍射点，这些衍射点是由被晶体散射的X光相互干涉而形成。

X光散射技术或X射线衍射技术（英語：X-ray scattering techniques）是一系列常用的非破壞性分析技術，可用於揭示物質的晶體結構、化學組成以及物理性質。这些技术都是以观测X射线穿过样品后的散射强度为基础，并根据散射角度、极化度和入射X光波长对实验结果进行分析。X光散射技术可在許多不同的條件下進行分析，例如不同的溫度或壓力。

## 发明
马克斯·冯·劳厄于1912年发明该方法，他因而获得诺贝尔物理学奖。

## 原理
X光的本质是一种电磁波，而电磁波能够发生衍射，即绕开障碍物传播。该方法利用的就是这个原理。之所以采用X光，是因为X光的波长与大多数分子或者晶胞大小相差不多，能够在分子或晶体的微观结构中发生衍射，同时也会被分子或者晶胞吸收一部分，而且穿透力适中，从而可以类似于穿透式电子显微镜那样，通过接收经过分子之后的X光，而得到清晰的图谱。

## X光繞射技术
X光繞射（X-ray diffraction）技术可以用于研究分子的构象或形态。X光繞射技术是基于X光在穿过长程有序物质所发生的弹性散射。“繞射动力学理论”对晶体的散射现象给出了更为复杂的描述。以下列出的是X光繞射的相关技术：
- 单晶X射线繞射：用于解析晶态物质中分子的整体结构，研究范围可以从小的无机小分子到复杂的大分子，如蛋白质；可用单色性X光（德拜法）或连续波长X光（即“劳厄法”）进行研究。
- 粉末衍射：也是一种获得晶体（微晶）结构的方法，所用样品为多晶态或粉末固态晶体。粉末繞射通常用于鉴定未知物质，主要通过将衍射数据与繞射数据国际中心（International Centre for Diffraction Data，ICDD）中的繞射数据库进行比较。这一技术或可用于鉴定非均一态的固体混合物，确定其中含量相对丰富的晶态物质；而且，当与网格修正技术（如Rietveld修正）连用时，还可以提供未知物质的结构信息。粉末繞射也是确定晶态物质晶系的常用方法，并可用于测定晶体颗粒的大小。
- 薄膜繞射。
- X射线极图分析：用于分析和测定晶态薄膜样品中晶态方位。
- X射线回摆曲线分析法：用于定量测量晶态物质的粒度大小和镶嵌度散布。

## 散射技术

### 弹性散射
即使是非晶态物质（非长程有序），也可能可以用依赖于单色性X光的弹性散射的方法来研究：
- 小角X射线散射：在散射角2θ接近0°时，对样品的X射线散射强度进行测量，以获取纳米到微米量级上的分子结构信息。[2]
- X射线反射率：用于分析和测定单层或多层薄膜的厚度、粗糙度和密度。[3]
- 广角X射线散射：测量散射角2θ大于5°。

### 非弹性散射
当非弹性散射的X射线的能量和角度被监测时，相关的散射技术就可以用于探测物质的能带结构：
- 康普頓散射。
- 共振非弹性X射线散射。
- X射线拉曼散射。

## 实际应用
本方法对于化学和生物学的发展有着极大的贡献。至2013年为止，通过此方法进行科研而获得诺贝尔奖的科学家，就至少有6人。他们是
1. 1914年，马克斯·冯·劳厄（德国），获得诺贝尔物理学奖。
2. 1915年，布拉格父子（英国），获得诺贝尔物理学奖。
3. 1936年，彼得·德拜（英国/荷兰），获得诺贝尔化学奖。
4. 1962年，奥森等3人[谁？]，获得诺贝尔生理学或医学奖。
5. 1964年，艾伦·劳埃德·霍奇金（英国/埃及），诺贝尔化学奖。
6. 1985年，赫伯特·豪普特曼等3人，诺贝尔化学奖。

#### 单晶解析
1970年开始，乔治·谢尔德里克开发用于晶体解析的SHELX软件，广受欢迎。

## 外部連結
- 国际晶体学联合会（International Union of Crystallography）
- X光繞射分析儀
- X光繞射
- X射线衍射法-豆丁网 （页面存档备份，存于）